# Coleophora flavilineella
Coleophora flavilineella é uma espécie de mariposa do gênero Coleophora pertencente à família Coleophoridae.